# Acalolepta nagporensis
Acalolepta nagporensis es una especie de escarabajo longicornio del género Acalolepta, tribu Monochamini, subfamilia Lamiinae. Fue descrita científicamente por Breuning en 1982.
Se distribuye por India. Mide aproximadamente 13-15 milímetros de longitud. El período de vuelo de esta especie ocurre en los meses de mayo y junio.